# El Capitán Pantera
El Capitán Pantera es una serie de historietas de aventuras desarrollada por Carrillo (seudónimo de Antonio Pérez García) desde 1954, la más famosa de las suyas.

## Trayectoria editorial
El Capitán Pantera recrea uno de los primeros protagonistas de Carrillo, Diego el Marino, que había aparecido en la historieta Mares del Sur ("Cuadernos ilustrados de sucesos" núm. 4, de Gráficas Espejo, 1953) moldeándolo bajo la influencia de la película Captain China (1950) de Lewis R. Foster. En una primera tanda, se publicaron los siguientes episodios dentro de la tercera época de la revista "Chicos" (Ediciones Cid):
| N° | Título                   | Número de "Chicos" | Fecha de publicación |
| -- | ------------------------ | ------------------ | -------------------- |
| 1  | El Capitán Pantera       | 10                 | 1954                 |
| 2  | "Fox Luque"              | 11                 |                      |
| 3  | La barca de Caronte      | 12                 |                      |
| 4  | La isla de los galápagos | 13                 |                      |
| 5  | Enrolados a la fuerza    | 14                 |                      |
| 6  | Un colono ambicioso      | 15                 |                      |
| 7  | Oro                      | 16                 |                      |
| 8  | "Cara de póker"          | 19                 |                      |
| 9  | La vuelta del "Rojo"     | 20                 |                      |

Carrillo retomó su personaje, rebautizado como 'El Tiburón, para "Gaceta Junior", cambiando su escenario y dando muestras de su gran dominio del pincel.
| N° | Título                    | Número de páginas | Número de "Gaceta Junior" | Fecha de publicación |
| -- | ------------------------- | ----------------- | ------------------------- | -------------------- |
| 1  | Cargamento de muerte      | 8                 | 78                        | 1970                 |
| 2  | La pantera de Singapur    | 8                 | 79                        | 1970                 |
| 3  | Las perlas de Manar       | 4                 | 80                        | 1970                 |
| 4  | La pagoda del Dragón rojo | 4                 | 81                        | 1970                 |

Todavía aparecieron más historietas del personaje en las revistas de Bruguera "Tío Vivo Extraordinario Verano 1969" y "Mortadelo" (1983 y 1989).
En 1983 decidió volver a dibujar el personaje en versión cómica para Super Mortadelo. Sus historias se recopilaron en un álbum a todo color dentro de la Colección Olé en 1989.
Editores de Tebeos también lo recopiló en 2012 en blanco y negro.

## Argumento
Las primeras aventuras de El Capitán Pantera tienen lugar en Rabaul, entonces capital de la isla de Nueva Bretaña. Su protagonista, el El Capitán Pantera...